# Heinrich-Heine-Ring (Stralsund)
Der Heinrich-Heine-Ring ist eine Innerortsstraße im Stadtgebiet Knieper von Stralsund.

## Verlauf

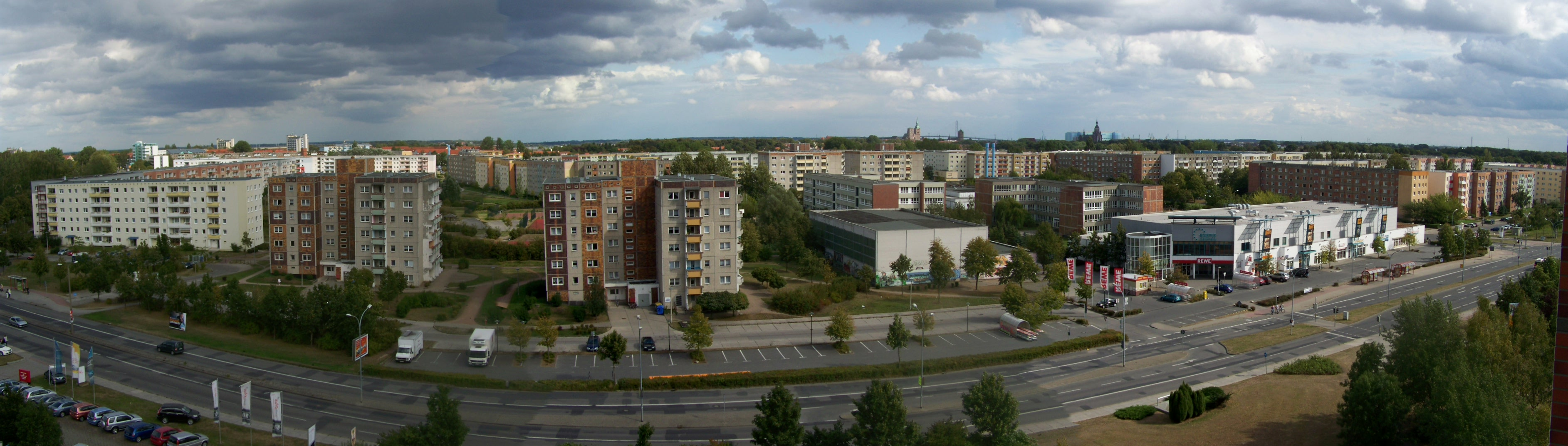
Ein Teil des Heinrich-Heine-Rings in Stralsund (2009)

Die streckenweise zweispurig befahrbare Straße verbindet die Große Parower Straße und den Grünhufer Bogen beim Stadtwald. In seinem Verlauf existieren teilweise parallel angelegte kleinere Straßen, die ebenfalls zum Heinrich-Heine-Ring gehören.
Die Prohner Straße kreuzt den Heinrich-Heine-Ring. Vom Heinrich-Heine-Ring abgehende bzw. in ihn mündende Straßen sind: Heinrich-Mann-Straße, Kleine Parower Straße, Kedingshäger Straße, Am Heizwerk, Heinrich-von-Stephan-Straße, Hans-Fallada-Straße, Theodor-Storm-Weg, Arnold-Zweig-Straße, Thomas-Kantzow-Straße und Carl-Loewe-Ring. Eine der parallel angelegten Straßenteile mündet in die Bertolt-Brecht-Straße, eine andere verbindet Thomas-Kantzow-Straße und Ehm-Welk-Weg.

## Nutzung
Die Buslinien 3 und 4 der Verkehrsgesellschaft Vorpommern-Rügen nutzen den Heinrich-Heine-Ring in ihrem Verlauf.
Die Straße ist streckenweise zweispurig mit einem Mittelstreifen angelegt. Zwei Ampelkreuzungen und ein Kreisverkehr finden sich an der Straße.

## Geschichte
Die Straße wurde in den 1960er Jahren im Zuge der Anlage des Stadtgebietes Knieper mit den Stadtteilen Knieper Nord und Knieper West I–III angelegt. Für die in Plattenbauweise errichteten Wohnhäuser wurden die Betonfertigteile in einem im Heinrich-Heine-Ring gelegenen Plattenwerk vom Wohnungsbaukombinat Stralsund gefertigt und von dort mit Schienenfahrzeugen und LKW zur Baustelle transportiert. Nach Fertigstellung der Plattenbauvorhabnen im Stadtteil Grünhufe wurden die Gleisanlagen demontiert. Der Heinrich-Heine-Ring wurde streckenweise zweispurig ausgebaut.
Im März 2023 wurden aus Mitteln des Bundeshaushalts über 4,5 Millionen Euro für eine Umgestaltung der Straße bewilligt, die Stadt Stralsund investiert zudem 800.000 Euro. Mit dem Geld sollten ein Boulevard  und die Straße einspurig als Allee gestaltet werden. Die Bundesmittel kommen aus dem Programm „Anpassung urbaner Räume an den Klimawandel“.